# كاواي
كاوائي أو كاواي (تلفظ [ˈkaʊ.aɪ] في الإنجليزية و[kouˈɐʔi] أو [kɐuˈɐʔi] في الهاواية) هي أقدم جزيرة في أرخبيل هاواي. تعد رابع أكبر جزيرة في الأرخبيل بمساحة تتعدى 1430 كم2 والواحدة والعشرين من بين جزر الولايات المتحدة الأمريكية. تعرف أيضا باسم جزيرة الحديقة ويبلغ طولها 170 كم وتقع شمال أواهو.
عرف مكتب تعداد الولايات المتحدة الجزيرة برمز 401 ورمز المقاطعة المنتمية إليها 409 ، وبلغ مجموع السكان حسب إحصاء سنة 2000 58303 نسمة

## معرض الصور

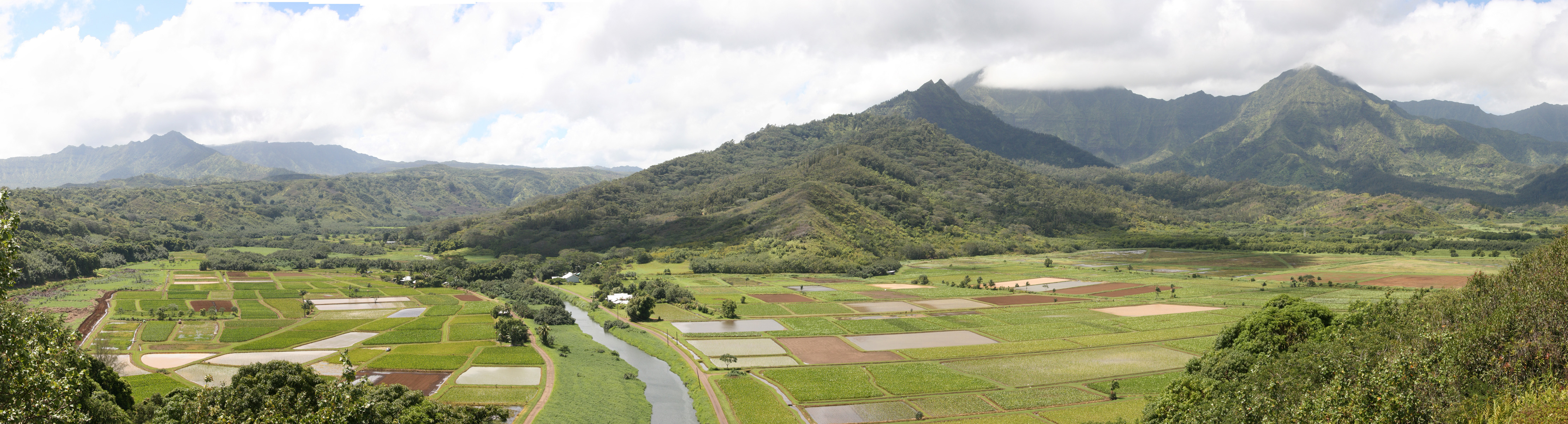
منظر على وادي هانالاي في شمال كاواي.
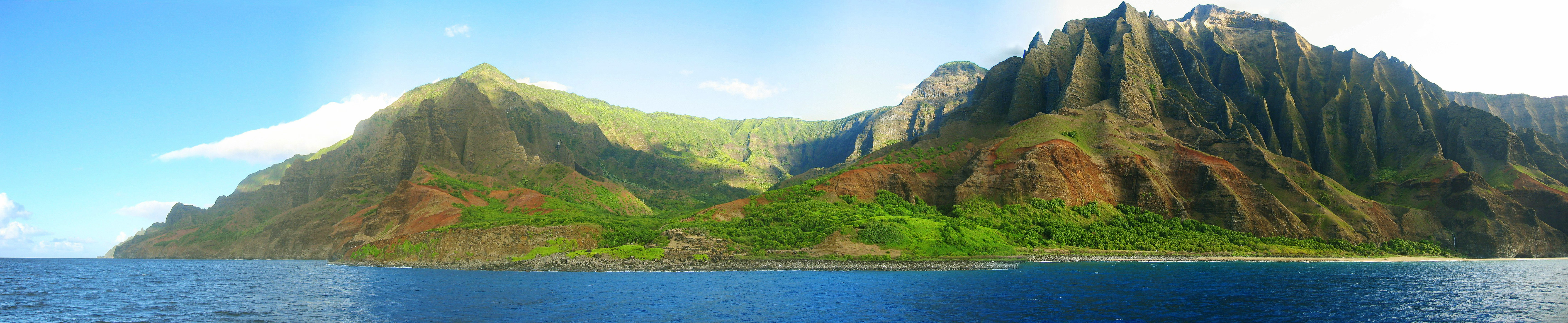
منظر من المحيط الهادي على ساحل "نا بالي"، حيث ترتفع الجبال إلى 1200 متر.

## اقرأ أيضا
- شلالات وايلوا
- مولوكاي
- جزيرة ماوي
- مرفق اختبار كاواي